# Waldstetten (Günz)
Waldstetten er en købstad (markt) i Landkreis Günzburg i Regierungsbezirk Schwaben i den tyske delstat Bayern.
Den er en del af Verwaltungsgemeinschaft Ichenhausen.

## Geografi
Waldstetten ligger i Region Donau-Iller ved floden Günz.